# Arthur Lyon
Arthur St. Clair Lyon (New York, 1876. augusztus 1. – Providence Saint John's Health Center, 1952. június 13.) olimpiai bronzérmes amerikai vívó.

## Sportpályafutása
Mindhárom fegyvernemben versenyzett, nemzetközi jelentőségű eredményt tőrvívásban ért el.